# 에즈호
에즈호(일본어: 江津湖 에즈코[*])는 일본 구마모토현 구마모토시에 있는 호수로 스이젠지 에즈코 공원에 속해있다. 가미에즈호(上江津湖)와 시모에즈호(下江津湖)로 나누어져 있다.